# Piotr Paziński
Piotr Paziński (Varsovia, 7 de septiembre de 1987) es un deportista polaco que compite en taekwondo. Ganó una medalla de bronce en el Campeonato Europeo de Taekwondo de 2016, en la categoría de –80 kg.

## Palmarés internacional
| Campeonato Europeo | Campeonato Europeo | Campeonato Europeo | Campeonato Europeo |
| Año                | Lugar              | Medalla            | Categoría          |
| ------------------ | ------------------ | ------------------ | ------------------ |
| 2016               | Montreux (Suiza)   | Medalla de bronce  | –80 kg             |